# 登封市
登封市是中华人民共和国河南省郑州市下辖的一个县级市，登封之名由武周女皇帝武则天所封。位于河南省中部偏西，地处嵩山南麓，东北临省会郑州，西北靠古都洛阳。辖域东西长约56公里，南北宽约35公里，面积1220平方公里。全市常住人口72.93万人。主要方言是中原官话洛嵩片。市人民政府驻少林大道38号。
登封市不仅境内的文物及古遗址遗迹不胜枚举，而且是少林功夫源起地少林寺的所在地，是中国著名的“文物之乡”和“武术之乡”。近年又相继成为国家园林城市、国家卫生城市、中国县域旅游品牌百强市和中国优秀旅游城市，拥有国家5A级旅游景区少林寺、国家级重点风景名胜区嵩山以及世界文化遗产登封“天地之中”历史建筑群。

## 历史

### 古代史
登封是中华文化的主要发祥地之一，古代这里曾生活居住着共工部落和四岳部落，经长期繁衍生息，其后代不断迁徙散居在中国各地。根据史料记载及考古印证，公元前2000多年前，夏禹王朝生产生活和政治活动的中心阳城就位于今日登封市告成镇。西周时期，周公旦在阳城立土圭、测日影，制定历法。秦代推行郡县制，在这一地区设立阳城县，西汉武帝刘彻游嵩山聞得嵩呼，正式设立崇高邑。隋代改为嵩阳县。696年，女皇武则天登嵩山、封中岳，改嵩阳县为登封县，改阳城县为告成县（寓意大功告成）。金代将登封、告成两县合并为登封县。

### 近代史
中华民国北洋政府时期，河南省是包括中国国民党在内的军阀内战北方主要战场，处于洛阳、郑州和许昌之间的登封屡遭战火之殃，造成土匪横行，于是地方豪绅自发组建武装。国共内战时期，1948年年初，在中国人民解放军3路大军的打击下，中华民国国军在河南地区转入全面防御，3月初，中国人民解放军在登封、临汝、宜阳以南集结，至5月16日登封全境基本被解放军控制。1983年洛阳地区所辖登封县划归郑州市管辖。新安、孟津、偃师三县由洛阳地区划归洛阳市。1994年5月30日经国务院批准登封县撤县设市。

## 人口
根据第七次人口普查数据，截至2020年11月1日零时，登封市常住人口为729332人。

## 地理
登封处于山地向平原的过渡地带，境内地形复杂，山地、丘陵、盆地、河谷平原兼有。中岳嵩山是境内北部的主要山脉，分为太室、少室二山。太室山位于城北，环山36峰，其中峻极峰海拔1494米，为嵩山主峰。源于少室山的颖河为境内的主要河流，东经白沙水库，至安徽省的颍上县流入淮河。境内南有箕山和熊山山脉。
登封处在北半球暖温带，属大陆性气候，干旱天气常见，明清时期，大的旱灾曾发生过22次。降水多集中在每年的七八月份。无霜期238天，年均降水量614毫米。年平均日照时数2297小时，年均温度14.2℃。

## 经济
登封市为较具实力的县（市）之一，其经济体系可概况为以文化旅游为主的现代服务业，以特色种植、养殖为主的现代都市农业，以装备和汽车零部件制造、新材料、生物医药为主的现代工业。综合竞争力曾在2009年位居全国县域经济百强县（市）的第六十四位。2020年，登封市完成生产总值人民币452.77亿元，其中第一产业22.58亿元，第二产业214.81亿元，第三产业215.38亿元，人均生产总值62,516元。
登封目前有3个经济发展聚集区，包括产业集聚区、文化旅游产业集聚区和农业产业集聚区，2个专业园区包括三里庄高新技术工业园区和循环经济工业园，还有22个乡镇特色产业园。2012年，装备及汽车零部件制造、新材料、生物医药产业实现产值121亿元；实现旅游总收入55亿元；农业总产值突破20亿元。 

## 行政区划
登封市下辖3个街道办事处、9个镇、3个乡：
嵩阳街道、少林街道、中岳街道、大金店镇、颍阳镇、卢店街道、告成镇、大冶镇、宣化镇、徐庄镇、东华镇、唐庄镇、白坪乡、君召乡、石道乡和送表矿区。

## 交通
登封境内公路网络较为发达， 盐洛高速、 焦唐高速、 商登高速和 郑少高速四条高速公路在境内交汇，另有 207国道、 343国道、 234省道、 235省道、 317省道、 319省道等国、省干道贯通登封全境，使登封向周边的郑州、洛阳、焦作、平顶山、许昌形成“一小时快速交通圈”。
铁路方面，登封境内建有登封铁路，该线路为地方货运铁路，与京广铁路和焦柳铁路相连。

## 教育
- 嵩山少林武术职业学院
- 嵩山少林寺塔沟武术学校
- 嵩山少林精武院
- 郑州大学体育学院（登封校区）

## 名胜古迹

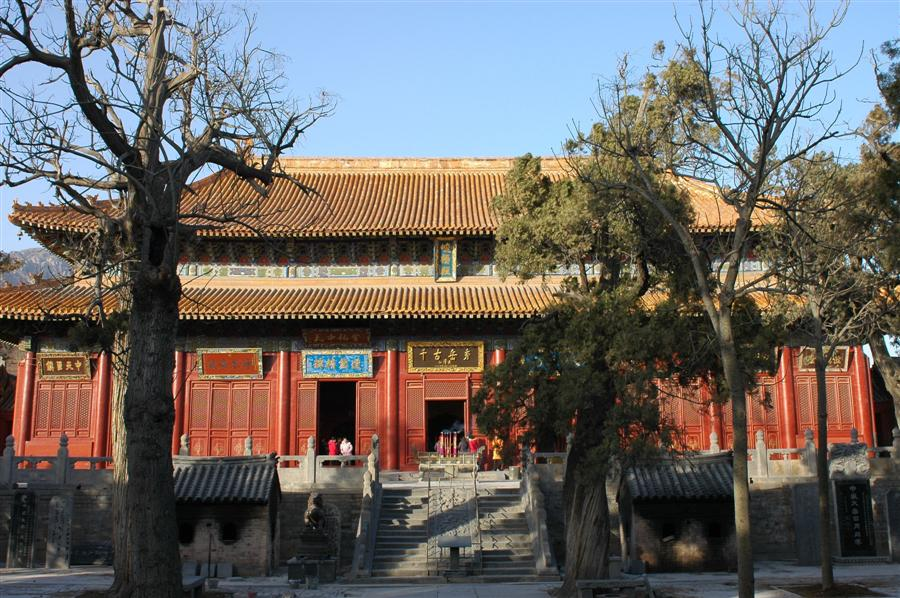
中岳庙

登封是华夏文明的重要发祥地之一，佛道儒三教荟萃，留下众多文物古迹。境内现存文物史迹1127处，其中国家级重点文物保护单位16处，省级16处，名列全国县级第一，有天下第一名刹少林寺，中国现存最早的天文台登封观星台，中国现存最古老的佛教砖塔嵩岳寺塔，中国现存规模最大、数量最多的古塔建筑群少林寺塔林，宋代四大书院之一的嵩阳书院，中国最早的佛寺法王寺，五岳道教圣地中岳庙等。
中岳嵩山，是国家级重点风景名胜区和国家级森林公园（国务院首批公布），有人文景观150处，自然景观30余处。1991年被联合国科教文组织首轮通过为“世界地质遗产保护单位”。
登封“天地之中”历史建筑群，2010年被列为世界文化遗产，古迹群包括太室阙和中岳庙，少室闕，啟母闕，嵩岳寺塔，少林寺建築群（包括常住院、塔林、初祖庵），會善寺，嵩阳书院，观星台。